# Te lo leggo negli occhi/Cerca di capire
Te lo leggo negli occhi/Cerca di capire è il secondo singolo di Dino, pubblicato nel 1964.

## Descrizione
Te lo leggo negli occhi è una canzone d'amore con la musica composta da Sergio Endrigo, che non l'ha mai incisa; il brano partecipò con successo al Festival delle Rose 1964, classificandosi al terzo posto.
Cerca di capire, incisa sul lato B, è una cover del brano I Should Have Known Better dei Beatles; in questo brano il cantante è accompagnato da i Kings.

## Tracce
Lato A
1. Te lo leggo negli occhi (testo: Sergio Bardotti – musica: Sergio Endrigo)

Lato B
1. Cerca di capire (testo: Don Backy – musica: John Lennon, Paul McCartney)